# Свети Никола (Глуво)
Вижте пояснителната страница за други значения на Свети Никола.
„Свети Никола“ (на македонска литературна норма: „Свети Никола“) е православна църква, разположена в Скопска Църна гора, в скопското село Глуво, Северна Македония. Част е от Скопската епархия на Македонската православна църква – Охридска архиепископия.
Запазените стенописи се датират в първото десетилетие на XVI век. В 1855 година църквата е обновена като е дозидан притвор, който обхваща всички страни на стария храм освен източната, като западната, южната и северната стена на стария храм са разрушени.
В същата година 1855 година храмът е изписан от видния дебърски майстор Дичо Зограф, който изписва иконите от иконостаса и полуцилиндричния свод в притвора. Дичо се подписва накрая на ктиторския надпис и оставя дата 1855 г. Десетте престолни икони са Исус Христос Вседържител, подписана, Богородица с Христос, подписана, Свети Йоан Предтеча, Свети Никола, подписана и датирана и неподписаните Свети Архангел Михаил, Свети Атанасий Александриски, Свети Георги и Свети Димитър, Коронясване на Богородица, Свети Харалампий и Света Петка. Негови са и царските двери, 12-те апостолски и 12-те празнични икони, между които е и иконата на Христовото Възкресение и кръстът над иконостаса с Разпятието Христово. Малките целувателни икони на иконостасот вероятно са дело на сътрудниците му. Стенописите са силно повредени, тъй като са с лоша подложка. Запазена е сцената на Исус Христос Вседържител на тавана, а от лявата и дясната му страна има фронтални изображения на по четири пророци. Над главата на Исус е композицията Възкресение Христово. Под фигурите на пророците е изписана молитва и на края годината 1855. Иконописният ансамбъл на този храм, заедно с тези в „Свети Спас“ в Црешево и „Свети Георги“ в Баняне, е един от най-хубавите и най-богатите от Дичовото творчество в Скопско. В изписването участват и други зографи, между които и Димитър Папрадишки.